# Right To Be Wrong
"Right To Be Wrong" é um single da cantora inglesa Joss Stone, incluído no álbum Mind Body & Soul. Composta por Stone, Betty Wright e Desmond Child, a canção chegou ao nº 29 da parada de singles do Reino Unido.

## Ficha técnica
Do álbum: Mind Body & Soul
Guitarra: AJ Nilo
Baixo: Jack Daley
Bateria: Cindy Blackman
Piano: Benny Latimore
Órgão: Raymond Angry
Flugelhorn: Tom "Bones" Malone
Fender Rhodes: Angelo Morris
Backing vocals: Betty Wright, Namphuyo "Bombshell" McCray, Joss Stone
Estúdio de gravação: Mojo Studios, NYC; Chung King, NYC; Right Track, NYC; Hit Factory, Miami